# Red Bull RB4
Chronologie des modèles (2008)
Red Bull RB3 Red Bull RB5
La Red Bull RB4 est la monoplace de Formule 1 de l'écurie Red Bull Racing engagée dans le cadre du championnat du monde de Formule 1 2008. La RB4 est dévoilée le 16 janvier 2008 sur le circuit permanent de Jerez, équipée des pneus Bridgestone. Elle est confiée au même duo de pilotes que l'année précédente, le Britannique David Coulthard et l'Australien Mark Webber. Le pilote essayeur est le Suisse Sébastien Buemi.

## Historique
La RB4 fait ses débuts au Grand Prix d'Australie, première manche de la saison, où David Coulthard réalise le huitième temps des qualifications, à 2,3 secondes du pilote McLaren Lewis Hamilton tandis que Mark Webber est quinzième sur la grille, n'ayant pas participé à la deuxième partie des qualifications en raison d'un problème de freins. En course, Webber abandonne dès le premier tour après un accrochage avec Jenson Button, Anthony Davidson, Sebastian Vettel et Giancarlo Fisichella. Vingt-cinq boucles plus loin, Coulthard s'accroche avec la Ferrari F2008 de Felipe Massa, et abandonne,.
En Malaisie, Webber termine septième, tout comme à Bahreïn et en Turquie. Au Grand Prix d'Espagne, il franchit la ligne d'arrivée en cinquième position après être parti septième, alors que son coéquipier, élancé depuis la dix-septième place, termine douzième et avant-dernier, à un tour du pilote Ferrari Kimi Räikkönen,.
À Monaco, Webber se qualifie en neuvième position à 1,5 seconde de Felipe Massa, juste devant son coéquipier victime d'un accident en deuxième partie de séance qui l'a empêché de participer à la Q3. Coulthard change de boîte de vitesses avant la course, écopant ainsi d'une pénalité d'un recul de cinq places. En course, le Britannique abandonne au bout de sept tours après un accrochage avec la Toro Rosso STR3 de Sébastien Bourdais alors que Webber termine quatrième,.
Lors de la manche suivante, au Canada, Coulthard, parti treizième, profite d'une stratégie à un arrêt pour occuper la tête de la course au trente-sixième tour et terminer troisième, obtenant l'unique podium de l'écurie en 2008 et son soixante-deuxième et dernier podium de sa carrière. Webber, élancé depuis la treizième place, termine douzième avec une stratégie à deux arrêts. David Coulthard estime que « tout le crédit revient aux ingénieurs, aux mécaniciens et tous les membres de Red Bull pour leur excellent travail », et que monter sur le podium est « un incroyable résultat »,,,.
Au Grand Prix de France, Webber et Coulthard se qualifient en huitième et neuvième positions, à moins d'une seconde de Räikkönen ; ils gagnent deux places sur la grille en raison des pénalités de Lewis Hamilton et du pilote Williams Nico Rosberg. En course, l'Australien convertit sa sixième place en points alors que Coulthard termine neuvième,. Cette bonne série permet à Red Bull de se hisser à la quatrième place provisoire du championnat constructeurs.
Malgré la deuxième place en qualifications de Webber en Grande-Bretagne, où Coulthard annonce son retrait à la fin de la saison, Red Bull connaît un été de disette, jusqu'au Grand Prix de Belgique quand Webber marque le point de la huitième place après être parti septième sur la grille. Lors du Grand Prix suivant, en Italie, Webber se hisse à la troisième place sur la grille, roule avec les meilleurs avant de partir en tête-à-queue et de terminer huitième,,,. Ce Grand Prix pluvieux voit la première victoire de l'écurie sœur Toro Rosso grâce à Sebastian Vettel après avoir signé la pole position la veille.
À Singapour, Mark Webber et David Coulthard ne se qualifient pas pour la Q3 et réalisent les treizième et quatorzième temps de la séance. Le Britannique remonte et termine septième, marquant les derniers points de sa carrière tandis que son coéquipier est victime d'une défaillance de sa transmission au vingt-neuvième tour,.
Lors de la manche suivante, au Japon, l'Australien termine huitième après s'être élancé de la treizième place alors que David Coulthard, parti onzième, perd le contrôle de sa RB4 dès le deuxième virage et heurte violemment le mur de pneus. Les deux dernières courses voient l'écurie autrichienne stagner en milieu de peloton,.
Red Bull Racing termine à la septième place du championnat des constructeurs avec 29 points. Mark Webber obtient la onzième place du championnat des pilotes avec 21 points tandis que David Coulthard, constamment dominé par son équipier tant en qualifications qu'en course, est seizième avec huit unités,.
Ainsi, si les performances progressent, ce n'est encore pas assez pour lutter avec les meilleurs que sont Ferrari, McLaren et BMW Sauber, ni même pour s'affirmer dans le peloton face aux Renault et aux Toyota. Après 71 Grands Prix, si elle a obtenu trois podiums, Red Bull court toujours après sa première victoire, chose que même son écurie B Toro Rosso est parvenue à accomplir.

## Résultats en championnat du monde de Formule 1

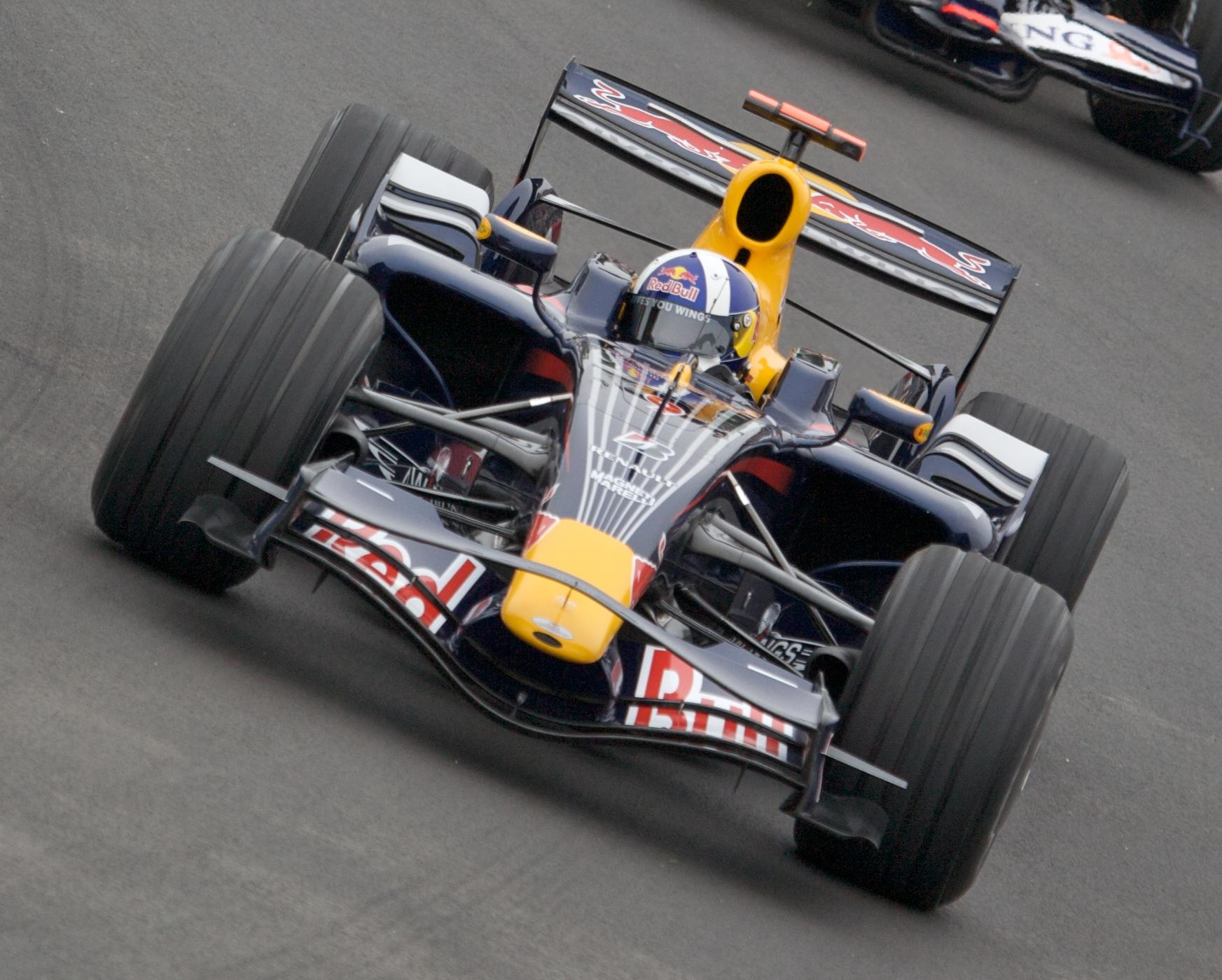
David Coulthard à bord de la Red Bull RB4 au Grand Prix du Canada.

| Saison | Écurie          | Moteur          | Pneus       | Pilotes         | Courses | Courses | Courses | Courses | Courses | Courses | Courses | Courses | Courses | Courses | Courses | Courses | Courses | Courses | Courses | Courses | Courses | Courses | Points inscrits | Classement |
| Saison | Écurie          | Moteur          | Pneus       | Pilotes         | 1       | 2       | 3       | 4       | 5       | 6       | 7       | 8       | 9       | 10      | 11      | 12      | 13      | 14      | 15      | 16      | 17      | 18      | Points inscrits | Classement |
| ------ | --------------- | --------------- | ----------- | --------------- | ------- | ------- | ------- | ------- | ------- | ------- | ------- | ------- | ------- | ------- | ------- | ------- | ------- | ------- | ------- | ------- | ------- | ------- | --------------- | ---------- |
| 2008   | Red Bull Racing | Renault V8 RS27 | Bridgestone |                 | AUS     | MAL     | BAH     | ESP     | TUR     | MON     | CAN     | FRA     | GBR     | ALL     | HON     | EUR     | BEL     | ITA     | SIN     | JAP     | CHI     | BRÉ     | 29              | 7e         |
| 2008   | Red Bull Racing | Renault V8 RS27 | Bridgestone | David Coulthard | Abd     | 9e      | 18e     | 12e     | 9e      | Abd     | 3e      | 9e      | Abd     | 13e     | 11e     | 17e     | 11e     | 16e     | 7e      | Abd     | 10e     | Abd     | 29              | 7e         |
| 2008   | Red Bull Racing | Renault V8 RS27 | Bridgestone | Mark Webber     | Abd     | 7e      | 7e      | 5e      | 7e      | 4e      | 12e     | 6e      | 10e     | Abd     | 9e      | 12e     | 8e      | 8e      | Abd     | 8e      | 14e     | 9e      | 29              | 7e         |

Légende : ici